# August Lütke-Westhues
August Lütke-Westhues   (), nascut com a August Hohenbrink, va ser un genet alemany, guanyador de dues medalles olímpiques. Era germà del també medallista olímpic Alfons Lütke-Westhues.
El 1956 va prendre part en els Jocs Olímpics d'Estiu de Melbourne, on va disputar dues proves del programa d'hípica amb el cavall Trux von Kamax. En ambdues proves, el concurs complet per equips i el concurs complet individual guanyà la de plata.
En el seu palmarès també destaquen quatre medalles en el Campionat d'Europa de doma, una d'or i tres de plata, entre les edicions de 1954 i 1959.